# Дидимела
Дидимела (лат. Didymella applanata), или у народу познатија као љубичаста пегавост изданка, је једна од најзначнијих болести малине и купине. Сматра се једним од главних узрочника пропадања сорте ваљевка, шездесетих година. Изазива је истоимена гљива дидимела. Јавља се ако је лето влажно и кишовито, када долази до сушења изданака. Напада малину и купину, као и хибриде који настају њиховим међусобним укрштањем. 
Највећи интензитет има средином маја, а може трајати до средине или чак до краја јуна. На нашим просторима уочава се крајем јуна и јула. Најпре се јављају ситне мрке пеге са мркожутим ободом. Зараза лишћа младих изданака заржене воћке започиње на ивици и шири се према главном нерву у облику латиничног слова В. Заражено лишће се, у већини случајева, прерано осуши. На захваћеним изданцима јављају се љубичасте пеге које се шире и прелазе у мрку боју. Током зиме, на зараженим изданцима долази до појаве сребрнастих или сивкастих пега, па се каже да је дошло до избељивања изданака. Гљива дидимела презимљава у облику мицелија у зараженим изданцима испод коре у облику псеудотеција и пикнида. Пикниди су присутни готово током целе године, а пикноспоре се ослобађају у периоду март-новембар, па се сматра да оне узрокују примарне инфекције на листовима. 

## Љубичаста пегавост малине

### Сузбијање
Битно је да се болест не доноси са садницама у млади засад. Саднице треба набављати од специјализованих расадника, где се изданци ваде сваке године, тако да у пролеће када расту нови изданци никада нема старих изданака. Како се болест одржава у старим изданцима који поседују велику количину спора, заражене ластаре је неопходно уклонити одмах након бербе, како не би раширили заразу. Резидбом је потребно обезведити одговарајући размак између изданака, чиме се омогућава слободан проток ваздуха, слободна апсорпција сунчевих зрака и умањује се могућност појаве болести. 
Једно од најбољих решења за сузбијање болести је примена фунгицида са активном материјом Азоксистробин.
Стандардна мера контроле обухвата обавезно прскање изданака сумпорно-кречном чорбом (прави се од 5 делова негашеног крела, пола дела кухињске сколи и четврт дела сумпора у праху).

## Љубичаста пегавост купина

### Сузбијање
Одржавањем одговарајућег размака између изданака приликом резидбе омогућава омогућава се слободан проток ваздуха, слободна апсорпција сунчевих зрака и умањује се могућност појаве љубичасте пегавости изданака купине. Стандардна мера контроле обухвата обавезно прскање кречним сумпором у периоду појаве пупољака (непосредно након појаве пупољака пречника 6-12мм). Да би ова мера била ефикасна неопходно је попрскати целу површину изданка. Овај метод није обавезан код двородних сорти јер се изданци који пролазе кроз зимски период косе до нивоа земље. 
Примена азоксистобина (наношење овог препарата на јабуку оштећује плодове), пираклостробина (наизменично ротирати са другим препаратима), мешавина пираклостробина и боскалида (наизменично ротирати са другим препаратима) или мешавина каптана и фенхексамида додатно помажу у сузбијању. Важно је обратити пажњу на усклађивање отпорности сорте и класа коришћених фунгицида приликом ротирања препарата.